# وین استتینا
وین استتینا (انگلیسی: Wayne Stetina؛ زادهٔ ۴ دسامبر ۱۹۵۳) دوچرخه‌سوار اهل ایالات متحده آمریکا است. وی در بازی‌های المپیک تابستانی ۱۹۷۲ و ۱۹۷۶ شرکت کرده است.